# L'Inferno (film 1911 Helios Film)
L'Inferno è un film muto del 1911, diretto da Giuseppe Berardi e Arturo Busnengo.

## Storia
Il film venne prodotto dalla piccola casa di produzione Helios Film di Velletri in tutta fretta per battere sul tempo la produzione colossale della Milano Films di un film analogo, ma di maggiore durata e impegno. Così il film riuscì ad arrivare nelle sale tre mesi prima e sfruttare la grande attesa che nel frattempo si era creata tra il pubblico. Fu proiettato per la prima volta al Teatro Mercadante a Napoli il 10 marzo 1911.

## Trama
La cantica dantesca è ricostruita negli episodi principali dell'Inferno; la selva oscura, la visione di Beatrice, la traversata dell'Acheronte, Paolo e Francesca, Minosse, Farinata degli Uberti, gli usurai sotto la pioggia di fuoco, Ulisse, Pier della Vigna, il Conte Ugolino e Lucifero che sbrana Giuda.

## Caratteristiche
Il film è composto nella maniera più tipica dell'epoca, con 25 quadri animati (contro i 54 del film concorrente), resi interessanti da una serie di effetti speciali dispiegati con padronanza, tra i quali spiccano il volo dei lussuriosi e il gigantismo di Minosse.
Evidente è il debito iconografico con le illustrazioni di Gustave Doré. Non c'è un uso articolato delle didascalie, che sono solo 18 e meno sistematiche.